# La Vieille (fyr)
La Vieille (den gamla damen) är en fransk fyr på en klippa mellan udden Pointe du Raz och ön Île-de-Sein utanför Bretagnes kust.
Fyren började byggas den 5 augusti 1882 under ledning av ingenjör Fenoux av sten från Île-de-Sein som transporterades dit med en roddbåt som bogserades av ett ångfartyg. Arbetet avbröts varje  höst på grund av väderförhållandena och återupptogs nästa sommar. När fyren tändes den 15 september 1887 var den försedd med en oljebrännare och lyste med fast sken i vita, röda och gröna sektorer. År 1898 byttes oljebrännaren ut mot en fotogendriven lampa med intermittent sken och femton år senare installerades en mistlur.  Fyrkaraktären ändrades till den nuvarande och ljusvidden till 18 nautiska mil år 1939.

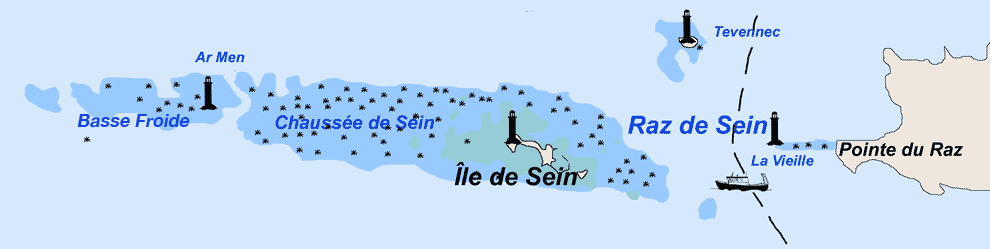
La
Vieille på en karta över västra Bretagne.

Fyren elektrifierades 1992, men fotogenlampan behölls tills fyren automatiserades och avbemannades den  14 november 1995. Idag styrs den från Île de Sein och elektriciteten  kommer från solceller. 
I december 2015 utsågs fyren till Monument historique.